# Cazuza
Agenor de Miranda Araújo Neto, beter bekend als Cazuza, (Rio de Janeiro, 4 april 1958 – aldaar, 7 juli 1990) was een Braziliaans zanger en liedjesschrijver. Hij werd bekend als zanger van de band Barão Vermelho en kende later ook succes als solo-artiest. Hij wordt beschouwd als een van de belangrijkste Braziliaanse rockmuzikanten.
Cazuza was openlijk biseksueel. Hij overleed op 7 juli 1990 in Rio de Janeiro aan de gevolgen van aids. Hij werd 32 jaar.